# Robion Kirby
Robion Cromwell Kirby (25 de fevereiro de 1938) é um matemático estadunidense.
Foi palestrante convidado do Congresso Internacional de Matemáticos em Nice (1970: Some conjectures about four-manifolds).

## Obras
- Foundational Essays on Topological Manifolds, Smoothings, and Triangulations. by Robion C. Kirby, Laurence C. Siebenmann ISBN 0-691-08191-3
- Kirby, Robion C. (1989), The topology of 4-manifolds, ISBN 978-3-540-51148-9, Lecture Notes in Mathematics, 1374, Berlin, New York: Springer-Verlag, doi:10.1007/BFb0089031, MR1001966